# Coleophora aelleniae
Coleophora aelleniae é uma espécie de mariposa do gênero Coleophora pertencente à família Coleophoridae.